# Fachpraktiker
Fachpraktiker bzw. Werker werden in Deutschland Auszubildende genannt, die den theoretischen Anforderungen einer gängigen Berufsausbildung aufgrund einer Behinderung nicht gewachsen sind, so dass fachpraktische Inhalte der Ausbildung stärker gewichtet werden, während die Fachtheorie reduziert wird.

## Rechtsgrundlagen
Die Ausbildungsform entstand als Reaktion auf das 2006 verabschiedete und seit dem 26. März 2009 für die Bundesrepublik Deutschland verbindliche Übereinkommen über die Rechte von Menschen mit Behinderungen der Vereinten Nationen. Dieses gebietet die Umsetzung des Rechts auf Teilhabe von Menschen mit Behinderung auch im Bereich der Berufsausbildung. Seit der Reform des Dritten Buches Sozialgesetzbuch (§ 19 Abs. 1) zählen nicht nur Menschen mit einer Behinderung im Sinne des Neunten Buches Sozialgesetzbuch, sondern auch „Lernbehinderte“ zu dem Personenkreis, deren Teilhabe am Berufsleben (Formulierung des Art. 27 der UN-Konvention) gefördert werden muss.
Die Ausbildung zum Fachpraktiker soll das Gebot der Inklusion erfüllen. Ihre rechtliche Grundlage findet die Ausbildung in § 66 des Berufsbildungsgesetzes sowie in § 42r der Handwerksordnung.
Eine Ausbildung nach „besonderen Regelungen für behinderte Menschen“ muss bei der zuständigen Kammer (Handelskammer, Landwirtschaftskammer oder Industrie- und Handelskammer) durch den behinderten Jugendlichen oder den gesetzlichen Vertreter beantragt werden. Der Ausbildungsplatz muss zu diesem Zeitpunkt sicher sein.
Die Voraussetzung für die Fachpraktikerausbildung oder Werkerausbildung im Ausbildungsbetrieb ist, dass der zuständige Ausbilder eine Rehabilitationspädagogische Zusatzqualifikation für Ausbilder (ReZA) besitzt.

## Praxis
Zurzeit werden in Deutschland vor allem die folgenden Ausbildungsgänge angeboten:
- Fachpraktiker/Fachpraktikerin für Bürokommunikation[4]
- Fachpraktiker/Fachpraktikerin im Verkauf[5]
- Fachpraktiker/Fachpraktikerin Hauswirtschaft[6]
- Fachpraktiker/Fachpraktikerin für Holzverarbeitung[7]
- Fachpraktiker/Fachpraktikerin Metallbau.[8]
- Fachpraktiker Küche (Beikoch)/Fachpraktikerin Küche (Beiköchin)[9][10]
- Fachpraktiker im Gastgewerbe[11]
- Fachpraktiker für Fachinformatik[12]
- Fachpraktiker/-in für Informationstechnik-Systemelektronik[13]
- Fachpraktiker/-in im Damenschneiderhandwerk

2011 wurden ca. 11.200 Ausbildungsverträge auf der Basis des § 6 BBiG bzw. des § 42m HwO abgeschlossen. Das entspricht etwas mehr als einem Drittel der ca. 40.000 außerbetrieblichen Ausbildungsmaßnahmen für behinderte Jugendliche, die im selben Jahr in Berufsbildungswerken oder bei anderen Trägern stattfanden.
Eine Ausbildung zum Fachpraktiker absolvieren vor allem junge Menschen, bei denen eine Lernbehinderung im Sinne des § 19 SGB III festgestellt worden ist. Als lernbehindert gelten junge Menschen, die in ihrem Lernen umfänglich und langandauernd beeinträchtigt sind und die deutlich von der Altersnorm abweichende Leistungs- und Verhaltensformen aufweisen, wodurch ihre berufliche Integration wesentlich und auf Dauer erschwert wird. Bei ihnen ist in der Regel bereits in der Kindheit ein entsprechender Förderbedarf festgestellt worden, und sie wurden entsprechend beschult. Insbesondere ist bei diesem Personenkreis häufig das formal-logische Denkvermögen (erkennbar vor allem an der Fähigkeit zum Dreisatz-Rechnen) gering ausgeprägt, während die praktischen Fähigkeiten kaum oder gar nicht eingeschränkt sind. Für die große Mehrheit derjenigen, die eine Werkstatt für behinderte Menschen besuchen, kommt eine Ausbildung zum Fachpraktiker nicht in Frage, da Menschen mit einer geistigen Behinderung in der Regel den Anforderungen dieser Ausbildung nicht gewachsen sind.
Positiv bewertet wird die Möglichkeit, Fachpraktiker auszubilden bzw. zu beschäftigen, vor allem von Arbeitgebern der Bereiche Landwirtschaft und Gartenbau. Insbesondere in diesen Bereichen kann durch Menschen mit einer abgeschlossenen Werkerausbildung teilweise ein Fachkräftemangel kompensiert werden. Zudem muss ein Arbeitgeber für einen Werker einen geringeren Stundenlohn bezahlen als für eine reguläre Fachkraft und profitiert zugleich davon, dass ein Werker über eine höhere Kompetenz verfügt als ein Hilfsarbeiter ohne Vorerfahrungen im Beruf.
Zur Milderung des Pflegenotstandes sollen in Köln gezielt „lernschwache“ junge Leute dazu motiviert werden, eine Ausbildung zum „Fachpraktiker Service in sozialen Einrichtungen“ zu absolvieren.
Statistiken über den Verbleib von jungen Leuten, die zu Fachpraktikern ausgebildet wurden, nach Abschluss ihrer Ausbildung gibt es nicht.
Während die Einrichtung von Lehrgängen zur Ausbildung von Fachpraktikern vor allem im Interesse des Staates liegt, der seiner Pflicht zur Ausbildung von Menschen mit einer (Lern-)Behinderung nachkommen will, ist der Trend zur Teilqualifizierung, der von Arbeitgeberverbänden und den Bildungswerken der Deutschen Wirtschaft sowie von Arbeitsagenturen ausgeht, eher von dem Interesse geleitet, in Zeiten des Fachkräftemangels benachteiligten Menschen (gemeint sind in diesem Zusammenhang in erster Linie „bildungsferne“ Langzeitarbeitslose und Flüchtlinge mit noch erheblichen Sprachdefiziten) ein Minimum an beruflicher Qualifikation zu ermöglichen. Allerdings wird in den letzten Jahren auch der Versuch unternommen, „arbeitnehmerähnliche Personen“, die in Werkstätten für behinderte Menschen beschäftigt sind, in Teilqualifizierungsmaßnahmen einzubeziehen.

## Kritik

### Erstausbildung durch öffentliche Instanzen statt durch die Privatwirtschaft
Behinderte Jugendliche und junge Erwachsene haben im Zuge ihrer „beruflichen Rehabilitation“, im Gegensatz zu denen, denen eine Behinderung nicht bescheinigt wird, einen Rechtsanspruch auf eine berufliche Erstausbildung entsprechend ihren Fertigkeiten und Fähigkeiten.
Der DGB kritisiert, dass diese Ausbildung nur von einem Teil der behinderten Jugendlichen und jungen Erwachsenen in Form der dualen Ausbildung absolviert wird. In der Tendenz ist der Anteil der Lernbehinderten in der Bezugsgruppe rückläufig (2005: 62 Prozent, 2010 nur noch 57 Prozent der Zugänge bei den Rehabilitanden für eine Ersteingliederung), der Anteil der psychisch Behinderten (z. B. mit Formen von Störungen der Aufmerksamkeit, der emotionalen Stabilität, der kognitiven Funktionen, der Motivation, der Orientierung und der Wahrnehmung) und der geistig Behinderten (z. B. mit Formen von Lernschwierigkeiten, einer Verzögerung der kognitiv-intellektuellen Entwicklung, herabgesetztem Abstraktionsvermögen, verminderter sozialer und emotionaler Reife) nimmt hingegen zu (von 14 bzw. 12 Prozent im Jahr 2005 auf 17 bzw. 16 Prozent im Jahr 2010). Für Jugendliche mit diesen Beeinträchtigungen sei, so der DGB, eine Ausbildung zum Fachpraktiker keine Lösung.
Auch der Werkstättentag der Werkstätten für behinderte Menschen kritisiert: „Die Zahl der Ausbildungsbetriebe geht seit Jahren zurück und bei Behinderung ist der Betrieb die extreme Ausnahme und führt vor allem in die sogenannten 66er Berufe zum Fachpraktiker (ca. 1.200 Neuverträge bei ca. 50.000 gegenüber 1,5 Millionen Azubis).“
Der DGB fordert, dass die Erstausbildung behinderter Jugendlicher und junger Erwachsener künftig zu deutlich höheren Anteilen in privaten Unternehmen stattfindet.

### Falscher Finanzierungsmodus einer öffentlichen Leistung
Die Ausbildung behinderter Jugendlicher (auch bei vielen von denen mit einer „Lernbehinderung“, die sich zum Fachpraktiker ausbilden lassen) erfolgt in der Regel über eine Förderung durch die Arbeitslosenversicherung. Der DGB hält es nicht für angemessen, dass die Ausbildung aus Beiträgen zur Arbeitslosenversicherung und nicht aus Steuermitteln finanziert wird, obwohl die jungen Menschen noch keine Ansprüche in der Arbeitslosenversicherung erworben haben. Letztlich erbringe hier eine Sozialversicherung eine versicherungsfremde Leistung.

### Problematik des Behindertenstatus
Beim Umgang mit dem Begriff „Lernbehinderung“ stellt sich die Frage, ob es sich dabei um ein Persönlichkeitsmerkmal handelt wie das Merkmal, blind zu sein. Die Möglichkeit, sich eine „Lernbehinderung“ bescheinigen zu lassen und aus dieser Bescheinigung Ansprüche (vor allem das Recht auf eine Erstausbildung) abzuleiten, legt den Eindruck nahe, „Lernbehinderung“ sei tatsächlich ein Persönlichkeitsmerkmal der von ihr Betroffenen.
Das Bayerische Staatsinstitut für Frühpädagogik gibt jedoch zu bedenken, dass das, was bei einem Kind (ergänze: aber auch bei Jugendlichen und jungen Erwachsenen) als Lernbehinderung bezeichnet wird, nicht direkt auffalle, nicht „ins Auge“ springe wie z. B. die Bewegungsbeeinträchtigung bei einem körperbehinderten Kind oder die offensichtlichen Orientierungsprobleme bei einem blinden Menschen. Lernbehinderung ist dem Institut zufolge keine individuelle Eigenschaft, die als Ursache der Lernschwierigkeiten – sozusagen hinter den schwachen Schulleistungen stehend – oder gar als Wesensmerkmal bestimmter Kinder angesehen werden könnte. Die Aussage des Instituts: „Lernbehinderung zeigt ein Missverhältnis an, eine mangelnde Passung zwischen den Handlungs- und Lernmöglichkeiten eines konkreten Kindes und den in der Allgemeinen Schule üblicherweise bestehenden und in Lehrplänen festgelegten Lernanforderungen.“ lässt sich leicht auf den Bereich der Berufsausbildung übertragen. „Lernbehindert“ sind demnach in diesem Bereich diejenigen, die (warum auch immer) nicht in der Lage sind, die Prüfung im theoretischen Teil einer regulären Berufsausbildung zu bestehen, sofern es keinen im engeren Sinne medizinischen Grund für dieses Unvermögen gibt. Dadurch, dass soziale Ursachen einer „Lernbehinderung“ nicht genügend aus der Diagnose herausgefiltert werden, wird einigen Kritikern zufolge das Gebot der WHO, wonach jede Behinderung ein gesundheitliches Problem als Ausgang haben müsse, nicht hinreichend berücksichtigt.
Der DGB im Raum Köln–Bonn spricht im Zusammenhang mit der Gruppe, die auf der Grundlage von § 66 BBiG gefördert werden soll, von „Menschen […], die eine körperliche oder geistige Behinderung haben, [sowie] lernbeeinträchtigte[n], entwicklungsverzögerte[n] und sozial benachteiligte[n] Jugendliche[n]“ und meidet bewusst bei den zuletzt genannten Gruppen den Begriff „Behinderung“.

### Vereinbarkeit mit dem Übereinkommen über die Rechte von Menschen mit Behinderungen der Vereinten Nationen
Im Jahr 2021 beurteilten Ruth Enggruber, Frank Neises, Andreas Oehme, Leander Palleit, Wolfgang Schröer und Frank Tillmann die Praxis des Übergangs von Menschen mit Behinderung auf den Arbeitsmarkt. Sie bewerteten die Ausbildung zum Fachpraktiker als Verstoß gegen das Übereinkommen über die Rechte von Menschen mit Behinderungen der Vereinten Nationen. Denn „‚angemessene Vorkehrungen‘ im Sinne des Menschenrechts können […] nur solche Maßnahmen sein, die den Zugang zu Regelausbildungen ermöglichen. Eine Ausbildung in besonderen Berufen nach § 66 Berufsbildungsgesetz(BBiG) bzw. § 42r Handwerksordnung (HwO) ist deshalb bspw. keine solche angemessene Vorkehrung. Vielmehr ist sie eine abweichende Behandlung wegen einer Behinderung. Als solche abweichende Behandlung wäre sie nur dann gerechtfertigt, wenn es sich um eine ‚besondere Maßnahme‘ im Sinne von Artikel 5 Absatz 4 UN-BRK handelte, die ‚zur Beschleunigung oder Herbeiführung der tatsächlichen Gleichberechtigung von Menschen mit Behinderungen erforderlich ist.‘“
Gegen die Auffassung, dass man auch Menschen mit kognitiven Beeinträchtigungen zu einem „vollwertigen“ Berufsabschluss verhelfen müsse, wandte der Leiter eines Inklusionsbetriebs am 17. Februar 2023 auf einem Treffen der Beauftragten für die Belange von Menschen mit Behinderung der Bundestagsfraktionen mit Leitern von Einrichtungen der Behindertenhilfe und Werkstatträten ein, dass das Duale Ausbildungssystem in Deutschland viele Menschen aus diesem Personenkreis überfordere. Ihnen deshalb keine Form der beruflichen Qualifikation anzubieten, sei keine für den Weg zu einem inklusiven Arbeitsmarkt geeignete Maßnahme.